# Страстотерпець

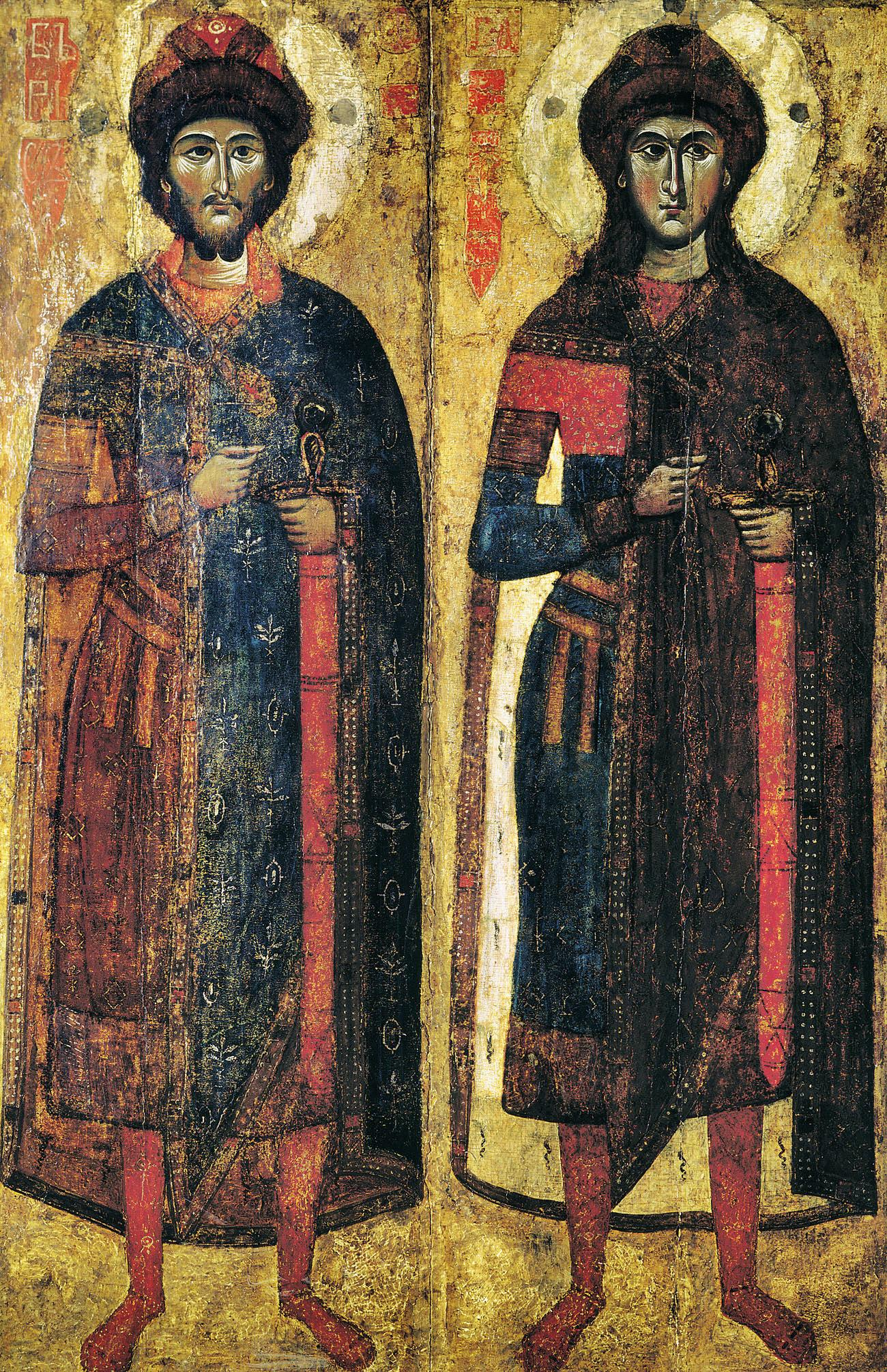
Ікона «Борис і Гліб», сер. XIII ст., Новгород (?). Київська національна картинна галерея

Страстоте́рпець — лик православних святих, що терпіли страждання (страсті, грец. πάθος, πάθημα, лат. passio) в ім'я Ісуса Христа, або ж за інших обставин, не пов'язаних безпосередньо з вірою. В останньому випадку підкреслюється особливий характер їхнього подвигу — беззлобність і непротивлення ворогам.
Святими-страстотерпцями вважаються руські князі Борис і Гліб.
У 2000 РПЦ була канонізована родина останнього російського імператора Миколи II (він та його родина були страчені більшовицькими терористами в Іпать'євському домі в Єкатеринбурзі).